# Марна (департман)
Марна (фр. Marne) департман је у североисточној Француској. Припада региону Шампања-Ардени, а главни град департмана (префектура) је Шалон ан Шампањ. Департман Марна је означен редним бројем 51. Његова површина износи 8.162 км². По подацима из 2010. године у департману Марна је живело 565.307 становника, а густина насељености је износила 69 становника по км².
Овај департман је административно подељен на:
- 5 округа
- 44 кантона и
- 619 општина.

## Демографија
| 1999.   |
| ------- |
| 565.229 |